# Bahnhof Jenbach

Der Bahnhof Jenbach ist ein wichtiger Bahnhof an der normalspurigen Bahnstrecke Kufstein–Innsbruck. Er bindet die Marktgemeinde Jenbach in Tirol an den Schienenfernverkehr an und ist Ausgangspunkt der Zillertalbahn mit Bosnischer Spurweite (760 mm) sowie der meterspurigen Achenseebahn. Jenbach ist somit der einzige Bahnhof in Österreich, in welchem Strecken mit drei unterschiedlichen Spurweiten zusammentreffen.

## Geschichte
Der Bahnhof wurde im Jahr 1858 mit der k.k. Nordtiroler Staatsbahn von Kufstein bzw. Wörgl nach Innsbruck als Durchgangsbahnhof in Betrieb genommen. Mit der Eröffnung der Achenseebahn im Jahr 1889 wurde Jenbach zum Anschlussbahnhof ausgebaut. Die Bauarbeiten an den Anlagen der Zillertalbahn begannen im Jahr 1900. Im Juli 1902 wurde der Verkehr nach Mayrhofen aufgenommen.
Jenbach war gegen Ende des Zweiten Weltkrieges Ziel mehrerer alliierter Bombenangriffe. Am 22. Februar 1945 warfen amerikanische Bomber während der „Operation Clarion“ Bomben auf den Güterbahnhof. Beim letzten Bombenangriff auf Jenbach am 20. April 1945 fielen Bomben auf den Bahnhof und den Zillertalbahnhof.
In den Jahren 1996 bis 2001 wurde der Bahnhof Jenbach mit einem Aufwand von 355 Mio. öS umfassend saniert. Zunächst wurde 1996 das Aufnahmegebäude renoviert, ab 1998 wurden die Gleisanlagen erneuert und die Bahnsteige umgebaut. Im Frachtenbahnhof wurde eine neue Umschlagsanlage mit Ladegleisen, Mattengleis und Laderampen errichtet und die Straßenanbindung verbessert.

## Bahngleise
Der Bahnhof Jenbach besitzt 4 normalspurige Fernbahngleise (Bahnsteig 1, 2, 3 und 4). Bahnsteig 1 ist überwiegend für die S4 nach Telfs bzw. Ötztal Bhf. vorgesehen, die hier endet und startet. Zwischen Gleis 3 und 4 befindet sich ein durchgehendes Abstellgleis. Am Bahnhof Jenbach befindet sich auch die Remise und die Werkstatthallen der Zillertalbahn. Der Zillertalbahn stehen 2 Bahnsteige für den Planverkehr zur Verfügung. Sonderzüge starten jedoch nicht von diesen Bahnsteigen, sondern von einem der anderen Abstellgleise am Bahnhof. Die Achenseebahn hat ebenfalls ihren Ausgangspunkt in Jenbach. Die Werkstatt und das Heizhaus befinden sich in Jenbach. Der Achenseebahn stehen 2 Bahnsteige für ihre Züge zum Achensee zur Verfügung. Die Bahnsteige sind alle mit Treppen und einem Lift behindertengerecht zu erreichen.

## Verkehrsbedeutung

### Schienenverkehr
Vor dem Zweiten Weltkrieg hielten die meisten Fernzüge in Jenbach. So bestanden im Jahr 1939 nicht nur zahlreiche Verbindungen nach Innsbruck, Salzburg und Wien, auch Budapest, Bukarest, Prag, Berlin, München, Meran, Rom, Ventimiglia, Genua, Zürich, Paris und Rotterdam waren direkt zu erreichen.
Heute ist der Bahnhof Jenbach mit der Unterinntalbahn an das hochrangige Bahnnetz angeschlossen und verfügt somit nicht nur über schnelle Ost-West-Verbindungen von Wien über Salzburg und Innsbruck nach Bregenz und Frankfurt, sondern auch über Nord-Süd-Verbindungen von Berlin und München über Innsbruck nach Verona, Bologna und Venedig. Zusätzlich gibt es noch Verbindungen nach Graz. Im Nahverkehr ist Jenbach an das Netz der S-Bahn Tirol angeschlossen. Am Wochenende hält hier auch die Tiroler Nacht-S-Bahn nach Kufstein und Telfs bzw. Landeck.
Die Zillertalbahn verbindet das Zillertal mit Jenbach. Dort besteht die Möglichkeit auf andere Züge umzusteigen. Die Zillertalbahn verkehrt täglich im 30-Minuten-Takt. In der Sommersaison verkehren regelmäßig Dampfsonderzüge.
Die Achenseebahn ist eine reine Touristenbahn und hat für den Nahverkehr keine Bedeutung. Die rund sieben Kilometer lange dampfbetriebene Zahnradbahn führt über vier Zwischenhalte zur Station Seespitz am Achensee. In Seespitz kann direkt in eines der Achenseeschiffe umgestiegen werden.
Folgende Tabelle listet alle täglich Züge mit Halt in Jenbach auf. Während der Hauptverkehrszeit, zu Tagesrandzeiten und an Wochenenden verkehren teilweise weitere Züge. Die Halte auf der Strecke sind nur auszugsweise angeführt.
| Zuggattung                  | Strecke | Strecke | Strecke | Taktfrequenz            | Anmerkung                                                                            |
| --------------------------- | --- | --- | --- | ----------------------- | ------------------------------------------------------------------------------------ |
| Xpress                      | Flughafen Wien – Wien – St. Pölten – Linz – Salzburg – Wörgl – Jenbach – Innsbruck – Landeck-Zams – Feldkirch – Bregenz (– Stuttgart – Frankfurt) | Flughafen Wien – Wien – St. Pölten – Linz – Salzburg – Wörgl – Jenbach – Innsbruck – Landeck-Zams – Feldkirch – Bregenz (– Stuttgart – Frankfurt) | Flughafen Wien – Wien – St. Pölten – Linz – Salzburg – Wörgl – Jenbach – Innsbruck – Landeck-Zams – Feldkirch – Bregenz (– Stuttgart – Frankfurt) | 2-Stunden-Takt          |                                                                                      |
| Railjet · EuroCity          | München – Rosenheim – Kufstein – Wörgl – Jenbach – Innsbruck – Brenner – Brixen – Bozen – Trient – Verona (– Bologna / Rimini / Venedig)          | München – Rosenheim – Kufstein – Wörgl – Jenbach – Innsbruck – Brenner – Brixen – Bozen – Trient – Verona (– Bologna / Rimini / Venedig)          | München – Rosenheim – Kufstein – Wörgl – Jenbach – Innsbruck – Brenner – Brixen – Bozen – Trient – Verona (– Bologna / Rimini / Venedig)          | 2-Stunden-Takt          | ein Zugpaar mit Eurocity-Garnitur                                                    |
| EuroCity                    | Zürich – Feldkirch – Landeck-Zams – | Innsbruck – Jenbach – Wörgl – Kitzbühel – Saalfelden – Schwarzach-St. Veit – Bischofshofen – Leoben – Graz                                        | Innsbruck – Jenbach – Wörgl – Kitzbühel – Saalfelden – Schwarzach-St. Veit – Bischofshofen – Leoben – Graz                                        | ein Zugpaar             | Die Verbindung ist auch als Transalpin bekannt                                       |
| InterCity (Österreich)      | | Innsbruck – Jenbach – Wörgl – Kitzbühel – Saalfelden – Schwarzach-St. Veit – Bischofshofen – Leoben – Graz                                        | Innsbruck – Jenbach – Wörgl – Kitzbühel – Saalfelden – Schwarzach-St. Veit – Bischofshofen – Leoben – Graz                                        | ein Zugpaar             |                                                                                      |
| Intercity-Express           | Innsbruck – Jenbach – Wörgl – Kufstein – Rosenheim – München – Stuttgart – Frankfurt – Leipzig – Berlin                                           | Innsbruck – Jenbach – Wörgl – Kufstein – Rosenheim – München – Stuttgart – Frankfurt – Leipzig – Berlin                                           | Innsbruck – Jenbach – Wörgl – Kufstein – Rosenheim – München – Stuttgart – Frankfurt – Leipzig – Berlin                                           | ein Zugpaar             |                                                                                      |
| ÖBB Nightjet                | Hamburg – Hannover – | Hamburg – Hannover – | Nürnberg – München – Rosenheim – Kufstein – Wörgl – Jenbach – Innsbruck                                                                           | ein Zugpaar             |                                                                                      |
| ÖBB Nightjet                | Amsterdam – | Amsterdam – | Nürnberg – München – Rosenheim – Kufstein – Wörgl – Jenbach – Innsbruck                                                                           | ein Zugpaar             |                                                                                      |
| Regional-Express#Österreich | Innsbruck – Jenbach – Wörgl – Kufstein | Innsbruck – Jenbach – Wörgl – Kufstein | Innsbruck – Jenbach – Wörgl – Kufstein | 2-Stunden-Takt          | In Wörgl wird der Zug geteilt, wovon eine Hälfte als Richtung Zell am See verkehrt.  |
| Regional-Express#Österreich | Innsbruck – Hall in Tirol – Schwaz – Jenbach – Brixlegg – Wörgl (– Kufstein)                                                                      | Innsbruck – Hall in Tirol – Schwaz – Jenbach – Brixlegg – Wörgl (– Kufstein)                                                                      | Innsbruck – Hall in Tirol – Schwaz – Jenbach – Brixlegg – Wörgl (– Kufstein)                                                                      | 30-Minuten-Takt         | 1-Stunden-Takt nach Kufstein                                                         |
| S-Bahn Tirol#S4             | Jenbach – Schwaz – Hall in Tirol – Innsbruck – Telfs-Pfaffenhofen                                                                                 | Jenbach – Schwaz – Hall in Tirol – Innsbruck – Telfs-Pfaffenhofen                                                                                 | Jenbach – Schwaz – Hall in Tirol – Innsbruck – Telfs-Pfaffenhofen                                                                                 | 30-Minuten-Takt         | Verkehrt als Tiroler Nacht-S-Bahn und zu Tagesrandzeiten teilweise nur bis Innsbruck |
| Zillertalbahnl              | Jenbach – Fügen – Mayrhofen | Jenbach – Fügen – Mayrhofen | Jenbach – Fügen – Mayrhofen | 30-Minuten-Takt         |                                                                                      |
| Achenseebahnl               | Jenbach – Achensee | Jenbach – Achensee | Jenbach – Achensee | einzelne Züge im Sommer | Ist eine reine Touristenbahn und hat für den Nahverkehr keine Bedeutung              |

### Busverkehr
Am Bahnhof Jenbach gibt es ein Busterminal, von welchem täglich Busse der Zillertalbahn, der Ledermair Verkehrsbetriebe und vom ÖBB-Postbus verkehren. Folgende Linien sind dort anzutreffen:
- Dorfbus 1: Bahnhof – Hubersiedlung – Bahnhof
- Dorfbus 2: Jenbach – Strass im Zillertal – Buch in Tirol – Jenbach
- 8330: Mayrhofen – Zell am Ziller – Fügen – Jenbach – Schwaz – Innsbruck
- 4080, 8332, 8336: Jenbach –  Wiesing – Eben am Achensee – Pertisau – Achenkirch
- 601: Schwaz – Stans – Jenbach – Münster – Brixlegg
- 602: Schwaz – Buch in Tirol Jenbach – Strass im Zillertal – Brixlegg
- 657: Jenbach – Münster – Kramsach – Radfeld – Kundl – Wörgl Schulzentrum – Wörgl Hauptbahnhof

## Galerie

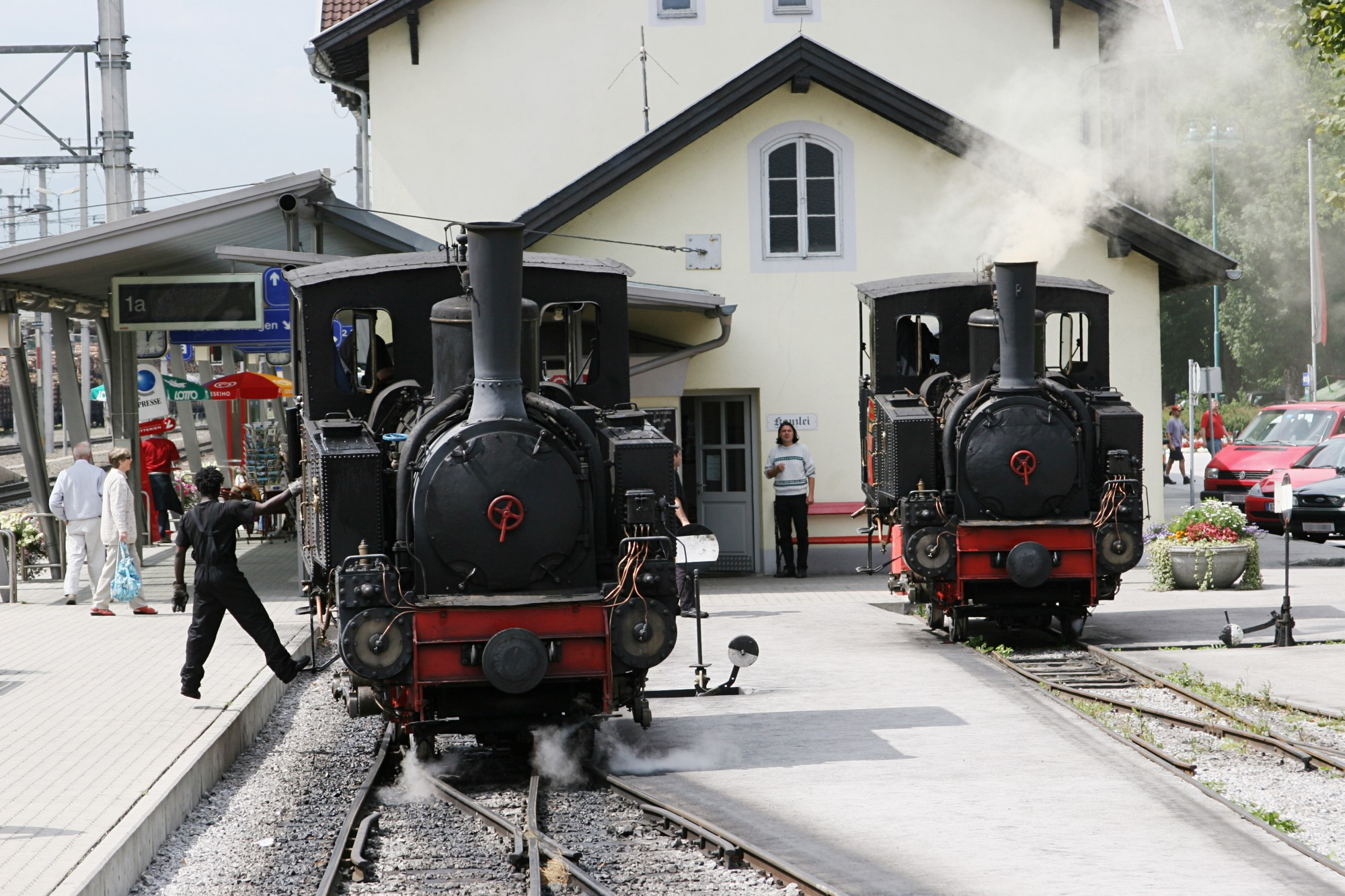
Zwei Dampflokomotiven am Achenseebahnsteig
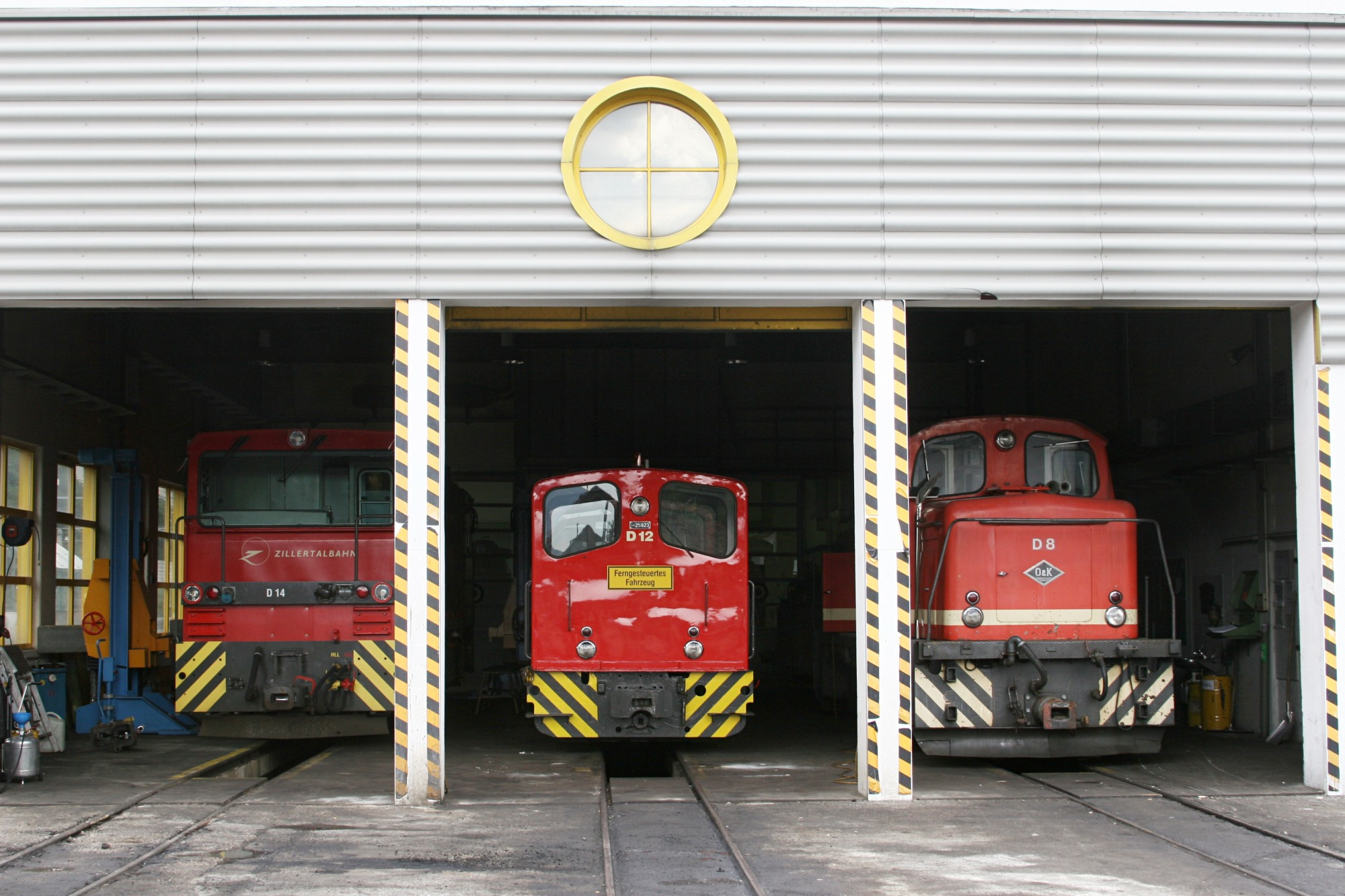
Remise der Zillertalbahn
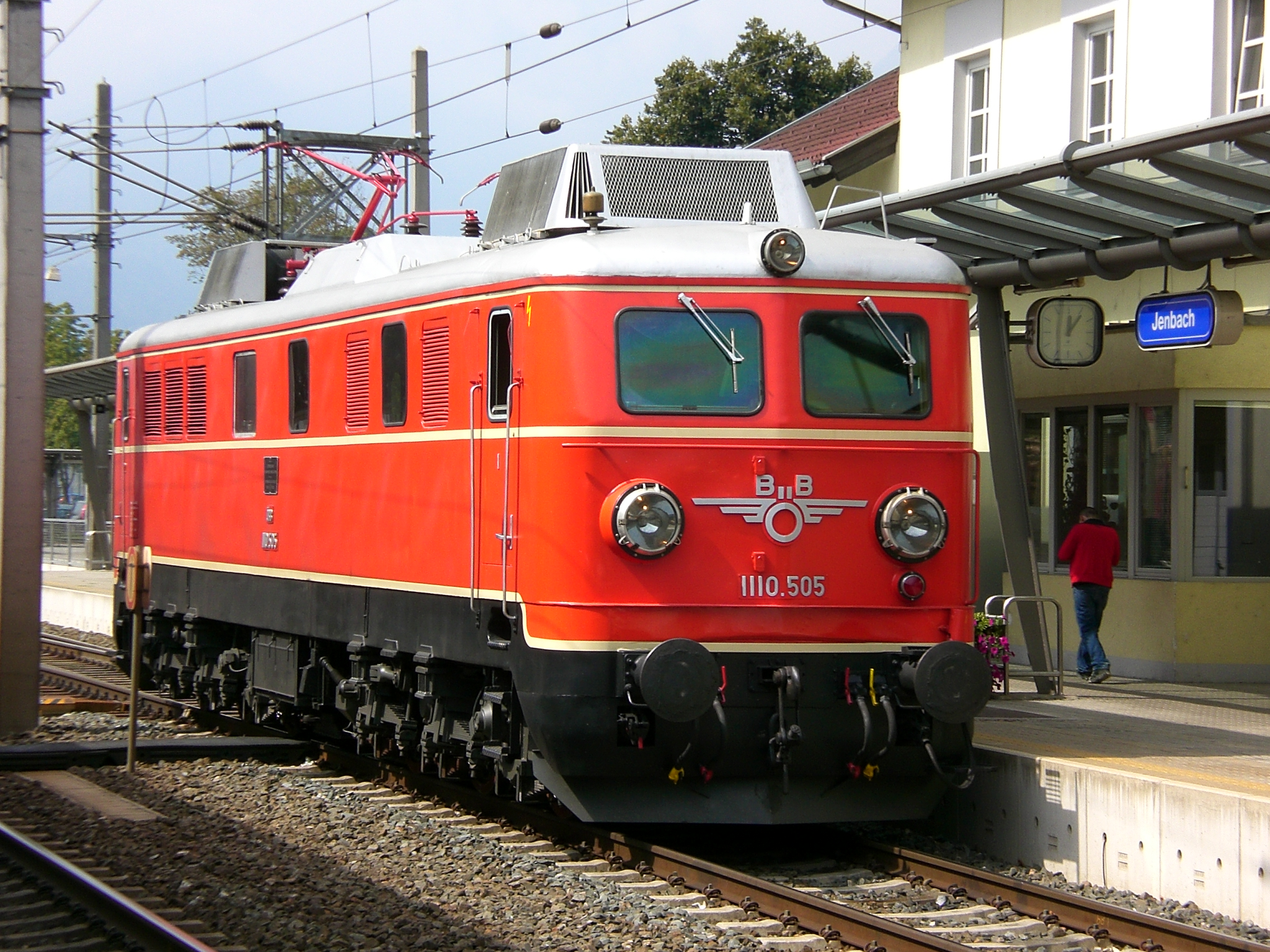
Nostalgielok vor dem Aufnahmegebäude
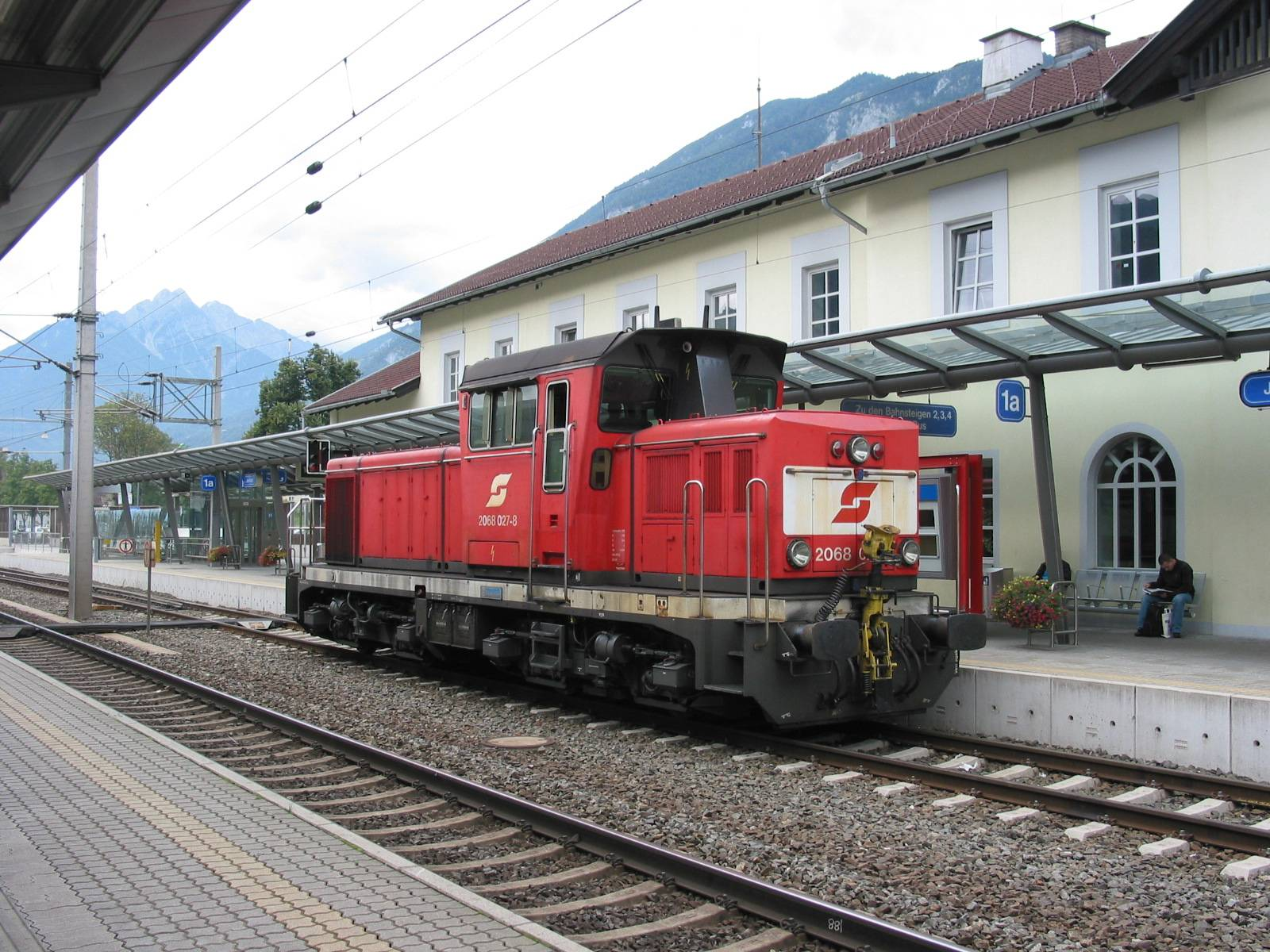
In Jenbach gebaute Verschublok der Reihe 2068